# Алтерикс
Алтерикс (или на английски: Alteryx) е американска компания за компютърен софтуер, базирана в Ървайн, Калифорния, с развоен център в Брумфийлд, Колорадо. Продуктите на компанията се използват за бизнес анализи и статистическо моделиране. Целта на фирмата е да направи по-сложните анализи на данни достъпни за всеки служител.

## История
Дийн Стьокер, Оливия Дуейн Адамс и Нед Хардинг основават SRC LLC, предшественика на Алтерикс, през 1997 г.. SRC скоро след това разработва онлайн машина за предоставяне на картографиране и отчитане на демографски данни. През 1998 г. SRC представя Allocate, машина за данни, която организира данни от преброяването на САЩ по географски признаци; това позволява на потребителите да манипулират, анализират и картографират данни. През 1998 г. разработват Solocast , софтуер за анализи чрез сегментиране на клиенти.
През 2000 г. SRC LLC сключва договор с Бюрото за преброяване на САЩ чрез който Бюрото ползва версия на Allocate в комерсиален CD-ROM с данни от преброяване.
През 2006 г. излиза софтуерният продукт Alteryx, който представлява унифицирана среда за пространствени и непространствени данни за изграждане на аналитични процеси и приложения.
През 2010 г. SRC LLC променя името си на това на основния си продукт, Alteryx.
През 2011 г. Алтерикс получава $6 милиона (USD) рисково финансиране от SAP Ventures, инвестиционното подразделение на SAP AG в Пало Алто. През 2013 г. Алтерикс получава $12 милиона от SAP Ventures и Toba Capital. През 2014 г. компанията получава $60 милиона финансиране от Insight Venture Partners, Sapphire Ventures (бивш SAP Ventures) и Toba Capital и планира 30% повече слуижители.
През 2015 г. ICONIQ Capital оглавява инвестиция от $85 милиона в Алтерикс, с участието на Insight Venture Partners и Meritech Capital Partners. Алтерикс планира да използва новия капитал за международно разширяване, инвестиране в изследвания и разработки (R&D) и увеличаване на продажбите и маркетинговите си усилия.
През 2016 г. Алтерикс се класира на 24-то място в списъка „Cloud 100“ („Облачни 100“) на списание Форбс.
На 24 март 2017 г. Алтерикс излиза на публичния фондов пазар (IPO) на Нюйоркската фондова борса.
През октомври 2017 г. е разкрито неправомерно влизане в базата данни на Алтерикс, включително частично анонимизирани данни за приблизително 120 милиона домакинства в САЩ.
На 22 февруари 2018 г. Алтерикс е обявен за лидер в Magic Quadrant на Гартнър за платформи за наука за данни и машинно обучение.

## Продукти
Към юли 2020 г. Алтерикс предлага следните продукти като част от платформа за анализ (версия 2019.1):
- Alteryx Connect
- Alteryx Designer
- Alteryx Promote[20]
- Alteryx Server
- Analytics Hub[21]
- Alteryx Intelligence Suite[21][22]

Алтерикс също така предлага облачен уебсайт, известен като Alteryx Analytics Gallery („Галерия за анализи“).